# Cóndor Amaya
Cóndor Amaya, también llamado Kuntur Amaya, es un sitio arqueológico de Bolivia, ubicado en la región del Altiplano. Administrativamente se encuentra en el municipio de Umala de la provincia de Aroma, en el departamento La Paz. Es un lugar esparcido con torres funerarias, llamadas chullpares. Cerca de los chullpares se encuentran la localidad de Asunción de Huancarama, así como las comunidades indígenas de Huayllani y Cóndor Amaya. El sitio fue declarado Monumento Nacional el 12 de diciembre de 2006. Las estructuras fueron construidas con un tipo de adobe alivianado, cuya composición principal era paja y barro.
Su nombre proviene del idioma aymara, "cóndor", que es un ave rapaz, y "amaya", que tiene varios significados como: cadáver o muerto.

## Historia
Los chullpares de Cóndor Amaya son del periodo Intermedio Tardío, con data entre los años 1200-1450 d. C., es decir que son de la época preincaica.
Uno de los primeros estudios arqueológicos realizados en el sitio de los chullpares de las comunidades de Huayllani - Cóndor Amaya fue el del
“Proyecto Arqueológico Amaya Uta 97”, dirigido por Jedú Sagárnaga, en 1997, durante la construcción de la carretera asfaltada Patacamaya –
Río Desaguadero. En la oportunidad, entre los 15 sitios arqueológicos identificado en todo el tramo vial, 3 fueron identificados bajo el nombre de Kuntur Amaya, específicamente los sitios 8, 9 y 10.
En 2001, debido a las intensas lluvias, una de las torres de aproximadamente 7,5 metros de alto, que se ubicaba en el sector que etnográficamente recibía el denominativo aymara de Quimsa wila chullpa se derrumbó. En 2006, el sitio de alrededor de 10 km² de superficie fue declarado Monumento Nacional de Bolivia, con el fin de limitar el área de estudio y fomentar su preservación. Un año después, en 2007, en el marco del “Proyecto Arqueológico Amaya Uta 2007", se llevaron a cabo tareas de excavación arqueológica en varios sectores de las proximidades del complejo de Cóndor Amaya, específicamente en el sector II y II.
Desde el 2014, el Fondo del Embajador para la Preservación Cultural del Gobierno de Estados Unidos ha financiado la restauración de los chullpares de Cóndor Amaya, con un monto de USD 39.550.
Entre julio y noviembre de 2018 se realizó un trabajo que consiguió salvar la estructura de once chullpas de un total de 28 que hay en el lugar, como parte de un proyecto con la colaboración de la Embajada Suiza en Bolivia y el Ministerio de Culturas y Turismo.